# 奥野工業
奥野工業株式会社（おくのこうぎょう、英語表記：Okuno Industry Co., Ltd）は、愛知県高浜市に本社を置く輸送用機械器具の製造企業。

## 概要
1947年（昭和22年）12月創業、1961年（昭和36年）6月2日設立。愛知県によって「愛知ブランド企業」に認定されている。トヨモータース跡地にあり、1953年（昭和28年）に完成したトヨモータース本社社屋を再利用している。

## 特色
シリンダー事業部、電装事業部、グレート（レッカー車）事業部の3部門を有する。
ティルト油圧シリンダーの日本国内シェアは60％を超え、各種油圧シリンダーの製造では日本国内トップクラスのメーカーとされる。
2015年（平成27年）には日本初の国産レッカー車である「MASSA」（マッサ）を開発し、日本の道路事情などにマッチしていることが高く評価されている。

## 年表
- 1947年（昭和22年）12月 - 奥野斎助が豊田自動織機を退社・独立して創業[5]。
- 1961年（昭和36年）6月2日 - 法人として奥野工業株式会社を設立[5]。
- 1972年（昭和47年）2月 - 系列会社の奥野機材株式会社を設立[5]。
- 1986年（昭和61年）5月 - 奥野雅世が代表取締役社長に就任[5]。
- 1999年（平成11年）7月 - ISO9001認証を取得[5]。
- 1999年（平成11年）9月 - アメリカ合衆国ウェストバージニア州にOKUNO INTERNATIONAL INC.を設立[5]。
- 2003年（平成15年）12月 - ISO14001認証を取得[5]。
- 2005年（平成17年）1月 - 愛知ブランド企業に認定。
- 2008年（平成20年）5月 - 奥野伸一郎が代表取締役社長に就任[5]。
- 2021年（令和3年）5月 - 高浜市に本社移転[6]。高浜市豊田町に新工場が完成[7]。

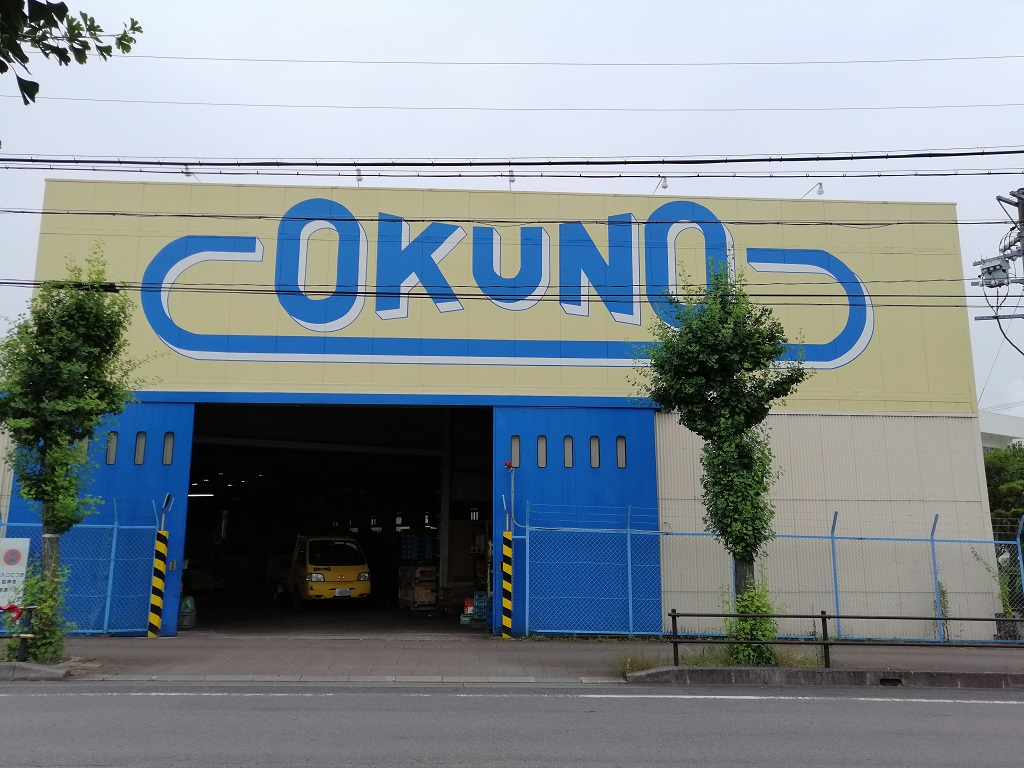
刈谷市時代の本社

## 歴代社長
- 奥野斎助（～1986年）
- 奥野雅世（1986年～2008年）
- 奥野伸一郎（2008年～現在）